# 清水裕子
（平假名：しみず ゆうこ，1988年11月22日—），日本女演员，身高153公分。擅长英语、中文、德语、法语及西班牙语，2009年获得《グラビアJAPAN》的大奖。